# Tomas Tranströmer
Tomas Tranströmer (Stockholm, 1931. április 15. – Stockholm, 2015. március 26.) Nobel-díjas (2011) svéd író, költő, műfordító.

## Élete és művészete
Tomas Gösta Tranströmer 1931. április 15-én, Stockholmban született. Szülei, Gösta Tranströmer és Helmy Westerberg még gyerekkorában elváltak, édesanyja tanítónőként nevelte fel a fiát.
Tranströmer a stockholmi Södra Latinläroverketben (Déli Gimnázium) tanult, majd 1956-ban pszichológia szakot végzett a Stockholmi Egyetemen. 13 éves korában kezdett írni; első verseskötete, a 17 dikter (17 vers) 1954-ben jelent meg. Teljes költészeti termése 1997-ben látott napvilágot angolul New Collected Poems címmel, Robert Fulton fordításában. A Den stora gåtan (A nagy rejtély) megjelenése után a Fulton-féle kötet ezzel kiegészítve újra megjelent The Great Enigma: New Collected Poems címmel 2006-ban. Tranströmer 1993-ban tette közzé rövid önéletrajzát Minnena ser mig (Az emlékek látnak) címmel.
Költőtársai – különösen az átpolitizált 1970-es években – azzal vádolták, hogy hátat fordít a mesterség forradalmi hagyományának, s verseiben és regényeiben nem foglalkozik politikai kérdésekkel. Életműve azonban használja és továbbfejleszti a 20. századi költészet modernista, expresszionista/szürrealista nyelvezetét. A hétköznapi életből és a természetből vett tiszta, látszólag egyszerű képei mély bepillantást engednek az emberi lélek egyetemes aspektusaiba.
Tranströmer és amerikai költő barátja, Robert Bly levelezése az Air Mail (Légiposta) című kötetben olvasható.
1990-ben agyvérzés érte, utána nehezen beszélt, de továbbra is alkotott. Többször is említették az irodalmi Nobel-díj várományosai között, sokan a legnagyobb svéd költők egyikének tekintik. Elnyerte többek között a Bonnier költészeti díjat, a Neustadt Nemzetközi Irodalmi Díjat, az Oevralids-díjat, a német Petrach-díjat, az Északi Tanács Irodalmi Díját, a Strugai Költészeti Estek Aranykoszorúját és az International Poetry Forum svéd díját. Verseit több mint 50 nyelvre fordították le; angol fordítói többek között Robert Bly, Robin Fulton és Samuel Charters. A legjelentősebb európai haikuköltők között tartják számon.
2007-ben megkapta a kanadai Griffin Trust for Excellence in Poetry életműdíját.
Agyvérzése előtt Tranströmer elismert pszichológus is volt, dolgozott javítóintézetekben, börtönökben, foglalkozott fogyatékosokkal, kábítószerfüggőkkel. Kiváló zongorista volt; fél kézzel agyvérzése után is gyakorolt.
Többek között Illyés Gyula, Szabó Lőrinc, Nemes Nagy Ágnes, Weöres Sándor, Pilinszky János, Nagy László, Tandori Dezső verseit fordította svédre, Thinsz Gézával együttműködve. 2001-ben a Budapesti Nemzetközi Könyvfesztivál idején, 117 vers című válogatott kötete megjelenése alkalmával járt Budapesten.
2011-ben elnyerte az irodalmi Nobel-díjat „tömör, letisztult költői képeiért, amelyek új fényben mutatják meg a valóságot”.

## Kötetei svéd nyelven
- 17 dikter (1954)
- Hemligheter på vägen (1958)
- Den halvfärdiga himlen (1962)
- Klanger och spår (1966)
- Mörkerseende (1970)
- Stigar (1973)
- Östersjöar (1974)
- Sanningsbarriären (1978)
- Det vilda torget (1983)
- För levande och döda (1989)
- Sorgegondolen (1996)
- Den stora gåtan (2004)
- Galleriet: Reflected in Vecka nr.II (2007)

## Kötetei angol fordításban
- 20 Poems tr. Robert Bly (Seventies Press, 1970)
- Windows and Stones tr. May Swenson & Leif Sjoberg (University of Pittsburgh Press, 1972)
- Baltics tr. Samuel Charters (Oyez, Berkeley, 1975)
- Collected Poems tr. Robin Fulton (Bloodaxe Books, 1987)
- Sorrow Gondola: Sorgegondolen tr. Robin Fulton (Dedalus Press, 1997)
- New Collected Poems tr. Robin Fulton (Bloodaxe Books, 1997)
- The Half-Finished Heaven tr. Robert Bly (Graywolf Press, 2001)
- The Great Enigma: New Collected Poems tr. Robin Fulton (New Directions, 2006)
- The Sorrow Gondola tr. Michael McGriff and Mikaela Grassl (Green Integer, 2010)
- New Collected Poems tr. Robin Fulton (Bloodaxe Books, 2011)

## Magyarul
- Tomas Tranströmer versei, Új Pegazus, Európa, 1979, válogatta és fordította Thinsz Géza, utószó Csatlós János, ISBN 9630714205
- 117 vers, Széphalom Könyvműhely, fordította Jávorszky Béla, Mervel Ferenc, Sulyok Vince, Thinsz Géza, válogatta és utószóval ellátta Mervel Ferenc, Széphalom Könyvműhely, 2001, ISBN 9639028983
- Az emlékek látnak, Széphalom Könyvműhely, 2002, fordította Mervel Ferenc, ISBN 9639373257
- Boltívek végtelenje. Válogatott versek, Széphalom Könyvműhely, 2012, fordította Jávorszky Béla és mások, ISBN 9789639903470
- A nagy talány, Napkút Kiadó, 2012, fordította Tillinger Gábor, ISBN 9789632632476
- Hommage. Tomas Tranströmer. På svenska och ungerska. Svédül és magyarul; szerk. Tar Károly; Székelyház Közhasznú Alapítvány, Veresegyház, 2013 (Ághegy könyvek), ISBN 9789635524532

## Fordítás
- Ez a szócikk részben vagy egészben  a   Tomas Tranströmer című angol Wikipédia-szócikk ezen változatának fordításán alapul.  Az eredeti cikk szerkesztőit annak laptörténete sorolja fel. Ez a jelzés csupán a megfogalmazás eredetét és a szerzői jogokat jelzi, nem szolgál a cikkben szereplő információk forrásmegjelöléseként.